# Ilse Reinl
Ilse Reinl (* 6. November 1927 in Stettin; † 2019) war eine deutsche Keramikerin.

## Leben und Werk
Ilse Reinl studierte bei Herbert Wegehaupt an der Universität Greifswald Kunsterziehung und war dort am Institut für Kunsterziehung Assistentin und Lehrerin im Hochschuldienst. Sie publizierte u. a. in der Fachzeitschrift Kunsterziehung in der Schule.
An der Kunsthochschule Berlin-Weißensee machte Ilse Reinel noch ein externes Studium der Keramik. Sie arbeitete dann freischaffend als Keramikerin in Greifswald. Neben freier Keramik fertigte sie Werke für den öffentlichen Raum und keramische Bauelemente für Neubauten. Allein in der Innenstadt von Greifswald wurden an Gebäuden 40 von ihr geschaffene keramische Rosetten angebracht. Einige dieser Werke sind inzwischen verloren gegangen. Eine von ihr gestaltete Gedenkplakette für Caspar David Friedrich wurde im August 1974 den Teilnehmern der wissenschaftlichen Konferenz zu Friedrich in Greifswald überreicht.
Seit den 1970er Jahren leitete Ilse Reinl neben ihrer künstlerischen Arbeit einen Keramikzirkel. Sie war von 1955 bis 1990 Mitglied des Verbands Bildender Künstler der DDR.
Ilse Reinl war mit dem Maler und Hochschullehrer Helmut Reinl verheiratet. 

## Weitere Werke (Auswahl)

### Werke im öffentlichen Raum
- Stilisierter Stadtplan (1959, Keramikmalerei auf unglasierten Fliesen; Greifswald, am Rathaus; mit Martin Franz, Konrad Homberg, Mechthilde Homberg, Helmut Reinl und Mathias Wegehaupt)[2]
- Hochwassermarke (1985, Terrakottarelief; Greifswald, Steinbecker Straße)[2]

### Fachpublikationen
- Daten zur Geschichte des Instituts für Kunsterziehung. In: Festschrift zur 500-Jahr-Feier der Universität Greifswald. 1956, S. 217/218
- Zum Kunst- und Wirklichkeitsverhältnis von Prof. Herbert Wegehaupt. In: Wissenschaftliche Zeitschrift der Ernst-Moritz-Arndt-Universität. Gesellschafts- und sprachwissenschaftliche Reihe. 1976, S. 89 ff.

## Teilnahme an Gruppenausstellungen
- 1966: Greifswald, Institut für Kunsterziehung der Universität (Ausstellung anlässlich des 20-jährigen Bestehens des Instituts)
- 1972, 1974, 1979 und 1984: Rostock, Bezirkskunstausstellung
- 1974: Rostock: Kunsthalle Rostock („Wir gratulieren unserer Republik. Bildende Kunst des Bezirkes Rostock zum 25. Jahrestag der DDR.“)
- 1976: Greifswald, Museum der Stadt Greifswald („Greifswalder Künstler stellen aus“)

### Postum
- 2025: Greifswald, Kleine Rathausgalerie („Mechthild Hempel und weitere Künstlerinnen. Kunst im öffentlichen Raum in Greifswald“)[3]